# Gabriel Obertan
Gabriel Antoine Obertan (n. 26 februarie 1989, Pantin, Franța) este un fotbalist aflat liber de contract.